# Giudicato di Arborea
Il giudicato di Arborea (rennu de Arbaree in lingua sarda e come veniva allora chiamato dagli arborensi) era uno dei quattro Stati indipendenti che si formarono in Sardegna alla dissoluzione in occidente dell'impero bizantino.

## Ubicazione

Curatorie del giudicato d'Arborea

Si estendeva sulla parte centrale della Sardegna, dal golfo di Oristano ai monti del Gennargentu, occupando tutta la fertile valle del fiume Tirso. Vasto circa 5500 km², confinava a nord con il giudicato di Torres, ad est con il giudicato di Gallura, ad est e a sud con il giudicato di Cagliari. Durò per più di 500 anni, dal 900 al 1420.
Presero il potere più di ventitré generazioni di sovrani conosciuti, delle casate Lacon Gunale, Lacon Zori, Lacon Serra, Serra Bas, Doria Bas, Narbona Bas. Il regno rivestì un ruolo di grande importanza nella storia sarda, distinguendosi dagli altri giudicati coevi grazie soprattutto agli ultimi giudici lungimiranti che con costanza lottarono per riunire la Sardegna sotto la loro bandiera.
Gli altri tre giudicati attraversarono infatti profonde crisi, subendo le ingerenze delle potenze marinare di Pisa e Genova: fu l'Arborea, alleato al regno d'Aragona di cui il giudice si dichiarò vassallo, a determinare la fine loro e contestualmente delle influenze pisane nell'isola. Successivamente, diede vita ad una sanguinosa guerra contro il regno di Sardegna, creato dal papato nel 1297 e infeudato a Giacomo II d'Aragona, con l'intento di porre fine alle lotte tra angioini e aragonesi in Sicilia.
Nei giudicati di Arborea e Cagliari il capo dello Stato era denominato soprattutto giudice, in Gallura e Torres anche "re".
Il giudicato d'Arborea fu suddiviso in quattordici curatorie:
curatoria della Barbagia di Austis, della Barbagia di Belvì, della Barbagia di Ollolai, del Barigadu, di Bonorzuli, del Campidano Maggiore, del Campidano di Milis, del Campidano di Simaxis, del Guilcer, del Mandrolisai, della Marmilla, di Montis, di Usellus, e di Valenza.

## Storia

### Dinastia Lacon Gunale

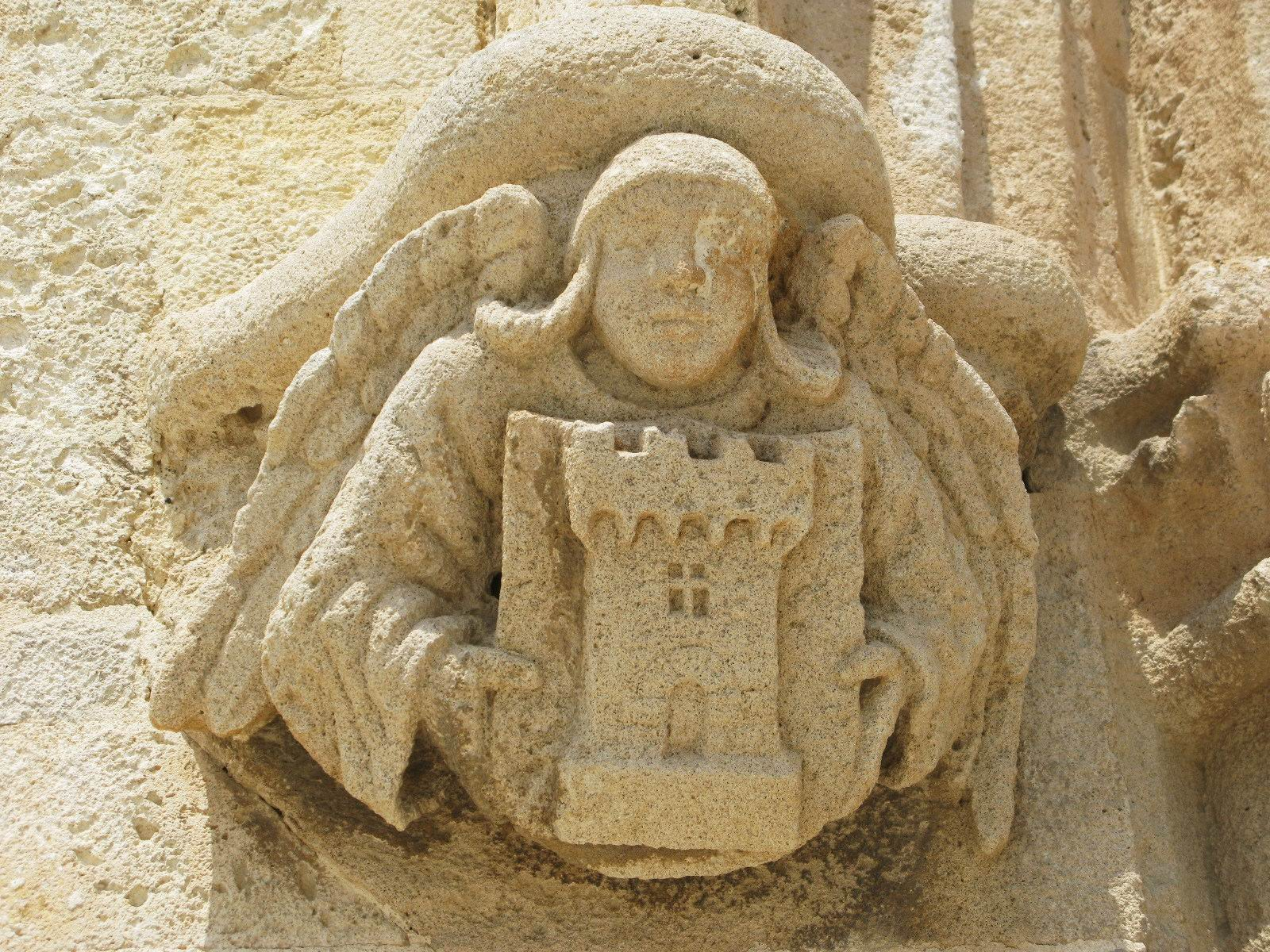
Il giudicato di Arborea nacque per germinazione da quello di Torres

Intorno all'anno 1000, il primo sovrano attestato fu il logudorese Gonnario Comita de Lacon-Gunale, sicuramente sovrano anche del regno di Torres durante il periodo (1015 - 1026), anni in cui la Sardegna fu presa di mira delle incursioni barbaresche di Mujāhid al-ʿĀmirī, emiro di Dénia.
Secondo alcune fonti storiche, gli arabi di Spagna, nel loro tentativo di espansione mediterranea, preceduto dalle continue scorrerie che interessavano le coste laziali, toscane e liguri, avevano scelto come base per un attacco verso l'Italia continentale proprio alcuni approdi situati nella Gallura e nel Logudoro. L'intervento di Pisa e di Genova, sollecitato dal papa Benedetto VIII, dopo alcune furiose battaglie navali, riuscì a scongiurare il pericolo
A Gonnario Comita subentrò Torchitorio Barisone I, il quale lasciò il regno al figlio Mariano I de Lacon-Zori per assumere la reggenza del regno di Torres per conto del nipote minorenne Mariano. A lui succedette Orzocco I, ricordato come colui che ufficialmente spostò la sede giudicale da Tharros ad Oristano. Dopo un oscuro re chiamato Torbeno di cui si hanno poche fonti, salì al trono Orzocco II, marito di una Maria de Orrù. Dalla loro unione nacque Comita I, il quale non ebbe discendenza e con lui terminò il casato.

### Dinastia Lacon Serra
Gonnario Lacon-Serra, cognato di Orzocco II, ereditò la corona perché sposato con Elena de Orrù. Il successore fu Costantino I, ricordato perché intorno al 1110 fu lui che donò il santuario della Vergine di Bonarcado ai benedettini camaldolesi di San Zeno di Pisa e la chiesa di San Lussorio di Fordongianus ai vittorini di Marsiglia. A lui succedette il figlio Comita III, preceduto nella minore età dai reggenti Orzocco III e Comita II. Comita III nutrì mire espansionistiche verso il Logudoro nel periodo in cui il giudice minorenne Gonnario II era esule a Pisa. Il primo tentativo di impadronirsi del trono fu respinto dallo stesso Gonnario II, aiutato dai parenti pisani. Cinque anni dopo Comita III ritentò ma fu scomunicato dal vescovo di Pisa e costretto alla pace nel 1144.

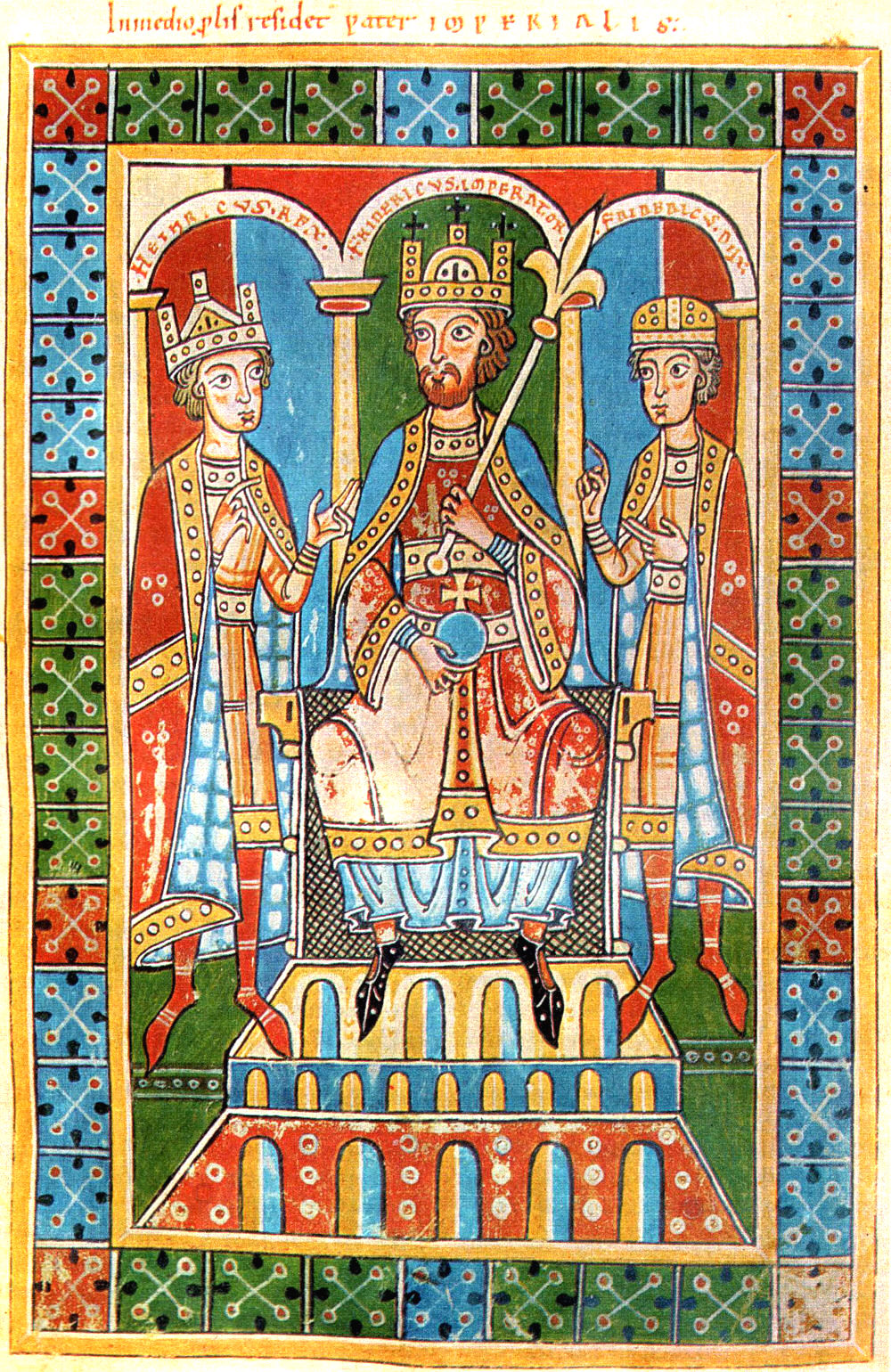
Federico I Barbarossa nel 1164 incoronò Barisone re di Sardegna

#### Barisone I
Alla sua morte, due anni dopo gli succedette il figlio Barisone, marito di Pellegrina de Lacon. Dalla loro unione nacquero cinque figli, uno dei quali – Pietro – succederà al padre. Una sua figlia – Sinispella – sposerà in prime nozze Ugo Ponzio de Cervera Bas, cugino di Raimondo Berengario IV conte di Barcellona e darà origine alla casata dei Bas di Arborea. Negli anni successivi, in seconde nozze, Sinispella sposerà Comita di Torres, dalla cui unione discenderanno le ultime due generazioni di sovrani logudoresi.
Forte di una rete di legami familiari estesa in Sardegna e nella penisola italiana, in occasione della consacrazione della chiesa di Santa Maria di Bonarcado, Barisone riunì in conferenza i delegati dei regni isolani per discutere una pace generale. L'accordo fu raggiunto e resse per ben quindici anni. Fu poi Barisone stesso che lo ruppe quando, spalleggiato da Genova e dalla corte di Barcellona, nel 1157 ripudiò la moglie Pellegrina e sposò Agalbursa, figlia di Ugo Ponzio de Cervera, visconte di Bas, e della principessa Almodis, sorella di Raimondo Berengario IV di Barcellona, re designato della Corona di Aragona. Il 19 giugno del 1162, allo scoppio della guerra tra Genova e Pisa, i fragili equilibri politici tra le due repubbliche marinare e i regni sardi si incrinarono bruscamente. Barisone nel 1162 dichiarò guerra a Pisa e l'anno successivo invase il regno di Calari obbligando il legittimo sovrano Pietro Torchitorio III a rifugiarsi presso il fratello Barisone II di Torres.
I due sovrani, successivamente, con l'aiuto di Pisa attaccarono nel 1164 il regno di Arborea, invadendone il territorio ed assediando il castello di Cabras che non riuscirono però ad espugnare. Con l'appoggio di Genova, Barisone chiese ed ottenne il titolo nominale di re di Sardegna all'imperatore Federico I Barbarossa, pagando 4000 marchi d'argento. Il 10 agosto 1164 fu incoronato re di Sardegna nella cattedrale di San Siro a Pavia. Era suo intento chiedere l'appoggio ghibellino e costruirsi una base giuridica sulla quale poi giustificare la guerra contro i regni isolani e riunirli in un unico Stato sotto il suo regno. I genovesi però, resisi conto che non poteva restituire subito l'ingente somma, lo tennero in ostaggio per sette anni.
Nel 1172 rientrò in patria e nel 1180 ritentò d'invadere il regno di Calari ma le sue truppe furono respinte. Non avendo più aiuto né da Genova, né da Pisa - ormai in pace tra di loro - rinsaldò i legami con la Corona di Aragona dando in sposa nel 1177 la figlia Sinispella al cognato Ugo Ponzio Cervera Bas. Dall'unione nacque Ugone I di Arborea. Morì nel 1185 dopo essersi ritirato a vita privata.

#### Pietro I de Lacon Serra
Nel 1185 la Corona de Logu, seguendo i diritti dinastici, insediò Pietro I Lacon Serra, figlio legittimo di Barisone, ma Agalbursa sostenne i diritti di Ugone I. Secondo gli studiosi, seguì un periodo incerto in cui pare che per ottenere il potere Pietro I si sia alleato con Pisa, mentre Ugone I, consigliato da Agalbursa, chiese aiuto a Genova. Ne seguì una sorta di condominio in cui entrambi i sovrani avevano la pienezza dei poteri mantenendo però l'unità dello Stato. Secondo l'uso bizantino comandava l'autocrator cioè Pietro, perché Ugone era minorenne. Nel 1195 Pietro fu sconfitto da Guglielmo I Salusio IV di Calari e catturato assieme al figlio Barisone II. Ugone scappò assieme al vescovo Giusto, Oristano fu distrutta assieme alla cattedrale. Salusio IV si fece incoronare, ma senza approvazione ecclesiastica. Pietro morì a Pisa.

Guglielmo da Capraia era imparentato con la potente famiglia dei della Gherardesca.

### Dinastia de Serra Bas
Ugone I Bas Lacon Serra sposò nel 1206 Preziosa, figlia di Guglielmo I Salusio IV. Il 30 ottobre si accordò col suocero rivedendo i confini tra i due regni e cedendo parte della Marmilla nord orientale. Morì nel 1211 lasciando il figlio Pietro II aspirante al trono. Morto Salusio IV nel 1214 Barisone II ne sposò la figlia Benedetta, diventando giudice del regno di Calari con il nome di Barisone Torchitorio IV di Calari; Pietro II Bas Lacon Serra regnò in condominio con lo zio Mariano Lacon Gunale di Torres, il quale ricostruì la cattedrale di Oristano. Dal 1228 Pietro II regnò da solo. Morì nel 1241 lasciando il figlio minorenne Mariano II, natogli dalla seconda moglie Sardinia. Lo zio Guglielmo da Capraia, figlio di secondo letto della vedova di Pietro I, morto a Pisa, assunse la reggenza. Costui era imparentato con i Della Gherardesca, conti di Donoratico e con i Visconti di Pisa. Il 29 settembre 1250 ottenne dal papa Innocenzo IV il riconoscimento della sovranità sull'Arborea, ma senza il consenso della Corona de Logu.
Nel 1257 l'Arborea partecipò alla guerra che gli altri regni isolani - tutti filo-pisani - avevano mosso contro il giudicato filo-genovese di Calari che venne sconfitto dopo 14 mesi di guerra. Santa Igia, la "capitale" del regno, venne completamente distrutta ed il territorio giudicale diviso in quattro parti: l'Ogliastra e il Sarrabus andarono al giudice di Gallura, il pisano Giovanni Visconti; le curatorie di Gippi, Nuraminis, Trexenta, Marmilla inferiore, Dolia, Gerrei e Barbagia di Seulo, andarono all'Arborea; i distretti amministrativi di Sulcis, Cixerri, Nora e Decimomannu spettarono a Gherardo e Ugolino della Gherardesca, conti di Donoratico; la città di Castel di Castro rimase invece al comune di Pisa. L'Arborea allargò così ulteriormente i propri confini, aumentando il suo peso all'interno dei giochi di potere per il controllo dell'isola.
Guglielmo pretese poi con le armi i diritti sul giudicato di Torres derivantigli da Ugone I Bas Serra, fratello uterino di Mariano II Lacon Gunale di Torres e nel 1259 diede vita ad una lunga battaglia contro i Doria per il controllo di quei territori, approfittando della scomparsa della giudicessa Adelasia e della prigionia di Enzo di Hohenstaufen re di Sardegna. Scomparve nel 1264 lasciando il figlio minorenne Nicolò, il quale fu associato per quattro anni al giudice legittimo Mariano II Bas Lacon Serra e poi - estromesso - morirà nel 1270.

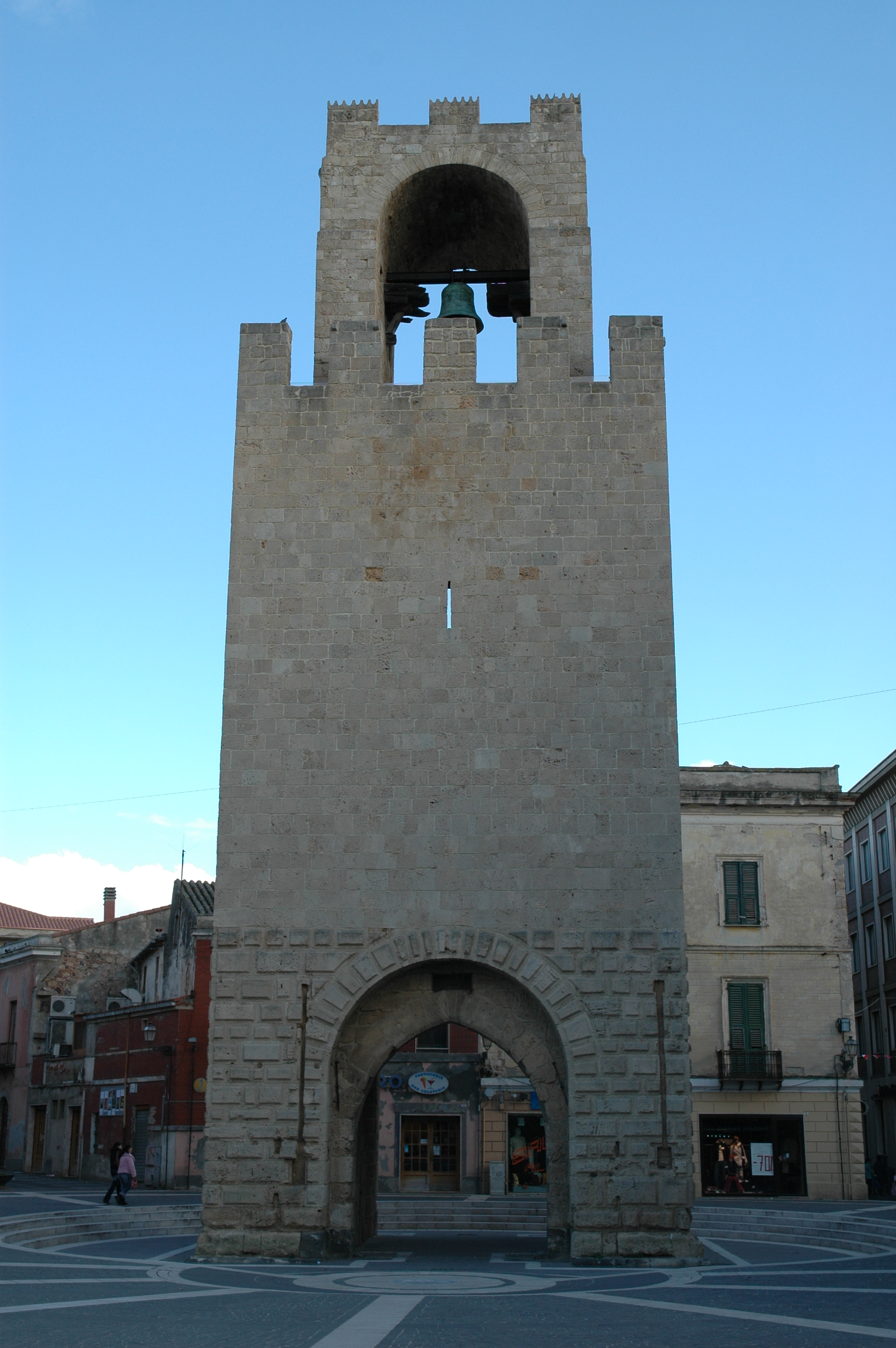
Torre di Mariano II a Oristano.

#### Mariano II de Serra Bas
Mariano II prese le redini del regno quando questo contava anche la terza parte centrale del regno di Calari. I suoi ottimi rapporti con i Donoratico gli diedero l'opportunità di diventare cittadino giurato pisano dal 17 giugno 1265. Abitò spesso a Pisa, in una casa a torre presso ponte Vecchio, dove sposò una figlia di Andreotto Saraceno Caldera. Nel 1287, fece sposare per verba il figlio Chiano con Giacomina della Gherardesca, figlia del conte Ugolino, di cui era partigiano.
Nel 1274 conquistò il castello di Monforte nella Nurra e lo restaurò lasciando un'epigrafe conservata al museo di Sassari. Mantenne ottimi rapporti anche con Pietro III d'Aragona con il quale intercedette nel 1284 per la restituzione di quattro galee catturate dai pisani nel golfo di Cagliari. Morto il conte Ugolino della Gherardesca nel 1289, il 4 gennaio 1295 cambiò improvvisamente politica e si alleò col comune di Pisa - cui lasciò in eredità la terza parte centrale del regno di Calari - contro i Gherardesca. Prese parte - in seguito - con i Della Gherardesca all'assedio di Villa di Chiesa, difesa da Guelfo della Gherardesca e quando questi, ferito, si rifugiò a San Leonardo di Siete Fuentes, secondo alcune fonti, nel 1297 lo fece avvelenare, per estendere poi i confini del regno al bacino argentifero del Cixerri. Morì in data imprecisata, prima del 16 dicembre 1297, lasciando il regno al figlio Chiano ed onorando l'impegno assunto con il comune di Pisa, cui concesse la terza parte del cagliaritano.
Nel 1297, poco dopo la morte di Mariano II, papa Bonifacio VIII creò il Regno di Sardegna e Corsica, infeudandolo al re della Corona d'Aragona Giacomo II il Giusto (1295 - 1327) e dandogli così il via libera per l'invasione delle due isole. Chiano, figlio di Mariano II, propose di resistere a tale decisione e raggiunta la maggiore età sposò Giacomina della Gherardesca, anche se aveva già avuto i figli Andreotto e Mariano da una popolana di Villasalto. Nel 1300 consolidò l'alleanza con i pisani confermando la cessione della terza parte del cagliaritano, le miniere d'argento e, forse, parte del patrimonio giudicale. Questo fece scattare il diritto alla rivolta del popolo (tradimento del bannus consensus) che lo giustiziò e lo seppellì con la lingua mozzata. Nel 1308 i Bas Serra d'Arborea acquistarono dai Malaspina il castello di Serravalle di Bosa, la Planargia e Costavalle.
Tutti questi territori facevano parte dei beni privati della famiglia (peculiares) i cui proventi erano incamerati e amministrati a parte dai beni del demanio (rennu). Dei figli di Chiano, Andreotto morì nel 1309 pertanto Mariano divenne il giudice Mariano III di Bas. Nel 1312 fu costretto dai pisani a comprare da Arrigo VII i propri diritti successori e a sposare verbalmente Costanza da Montalcino ma nel 1314, preso atto delle politiche estorsive di Pisa, chiese aiuto agli aragonesi per cacciare i toscani dalla Sardegna. Mariano III restaurò strade e ponti, completò la cinta muraria di Oristano e le torri di difesa, costruì il nuovo palazzo arcivescovile e iniziò la "reggia", ultimata successivamente dai suoi discendenti. Non sposò mai Costanza da Montalcino, ma convisse con Padulesa de Serra, da cui ebbe ben sei figli, tra cui Ugone che gli successe nel 1321.

#### Ugone II de Serra Bas
Come il padre ed il nonno convisse con una concubina che gli diede tre eredi: Lorenzo, Angiola e Preziosa. Si sposò con una nobildonna di nome Benedetta che gli diede numerosi figli: Pietro III, Bonaventura (femmina), Mariano IV, Giovanni (il tradito), Nicola (avo dei Cubello marchesi di Oristano), Francesco (il canonico), Maria. Nel 1323 si alleò con Giacomo II d'Aragona e ne divenne vassallo per commendatio personalis, con giuramento di fedeltà ed il pagamento d'un censo annuo di 3.000 fiorini d'oro in cambio del mantenimento dei diritti dinastici regali sull'Arborea e di un'eventuale protezione militare.

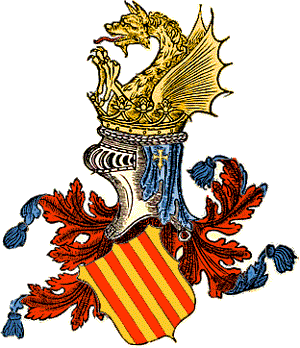
Stemma dei re d'Aragona

##### Costituzione del regno di Sardegna
Il 13 giugno 1323 Ugone II consigliò l'infante Alfonso di sbarcare a Palmas di Sulcis e di porre l'assedio a Villa di Chiesa. La città si arrese dopo sette mesi. Il 2 marzo 1324 Ugone partecipò all'assalto di Castel di Castro che capitolò il 19 giugno. L'11 aprile 1324 con l'ausilio di mercenari prese parte allo scontro con i Pisani a nord dello stagno di Santa Gilla, scontro conosciuto come battaglia di Lucocisterna. Il trattato firmato anche da Ugone prevedeva la cessione ai catalano-aragonesi di tutti i possedimenti pisani di Cagliari e della Gallura, tranne il Castel di Castro e le appendici tenute da Pisa in forma feudale. Nacque così giuridicamente e di fatto il regno di Sardegna. Il giudice d'Arborea restò fedele ai sovrani d'Aragona anche quando il distretto di Sassari nel 1329 si ribellò. Fece sposare sette dei suoi figli con altrettanti rampolli di nobili famiglie iberiche. Fornì a Giovanni e Mariano un'educazione catalana inviandoli a corte nel 1331. Acquistò nel 1334 la villa di Molins de Rei e i castelli di Gelida e Mataró, in Catalogna. Morì a 40 anni il 5 aprile 1335 e il figlio Pietro ne diede notizia al nuovo re Alfonso il Benigno mentre si apprestava a salire sul trono giudicale.

#### Pietro III de Serra Bas
Pietro III si sposò con Costanza Aleramici di Saluzzo nel 1326 e visse da uomo pacifico all'ombra del cancelliere statale Guido Cattaneo, arcivescovo d'Arborea, e del canonico di Tramatza Filippo Mameli dottore di diritto civile e penale. Morto Alfonso IV, il 31 marzo del 1336, Pietro III fu rappresentato dal giovane fratello Mariano, impegnato negli studi a Barcellona, nel rendere omaggio al nuovo sovrano Pietro IV il Cerimonioso. Il 22 settembre 1343 ottenne dal papa Clemente VI il permesso di fondare il monastero delle clarisse. Morì nel 1347, seguito dalla moglie pochi mesi dopo, il 18 febbraio 1348.

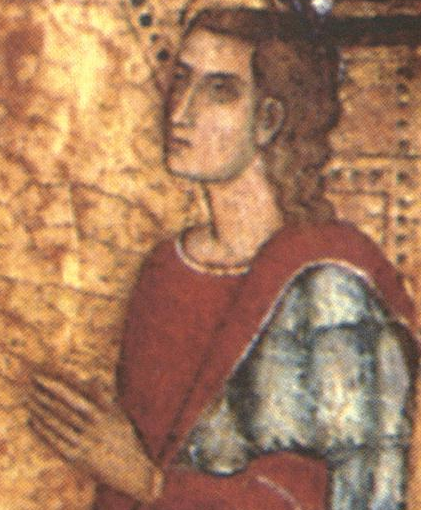
Il giudice Mariano IV di Arborea, particolare del polittico della chiesa di San Nicola (Ottana).

#### Mariano IV d'Arborea
La Corona de Logu, seguendo la solita consuetudine, intronizzò Mariano IV, fratello del giudice scomparso. Nel 1331 egli era stato inviato in Catalogna per ricevere una formazione a corte e due anni dopo fu armato cavaliere. Nel 1336 si sposò con Timbora di Roccaberti che gli diede i figli Ugone, Eleonora e Beatrice. Ugone si sposerà più tardi - nel 1362 - con la figlia di Giovanni III di Vico e Beatrice con Aimerico VI visconte di Narbona.
Mariano, colto e intelligente, parlava correntemente il sardo, conosceva il latino, il catalano, l'italiano, era in corrispondenza epistolare con le maggiori personalità del tempo, fra cui Caterina da Siena. È da molti considerato il più grande sovrano arborense del Trecento.
Proprio in quel decennio, da giuristi arborensi e terramannesos (italiani), venne rivisto il sistema giuridico, con la prima stesura della Carta de Logu d'Arborea che sarà corretta e nuovamente promulgata nel 1392, durante la reggenza della figlia di Mariano, Eleonora. Nel 1339 ebbe i titoli di conte del Goceano e signore della Marmilla cagliaritana, già in possesso degli Arborea, ma facenti parte del regno di Sardegna infeudato ai re aragonesi. Pertanto Mariano era giudice-re d'Arborea e vassallo del regno di Sardegna per il Goceano e la Marmilla.. D'altronde, come detto, anche per l'Arborea i giudici avevano giurato fedeltà al re d'Aragona, da cui erano stati investiti formalmente del ruolo di giudici d'Arborea come suoi vassalli.

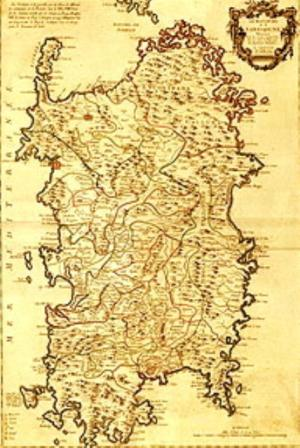
Con Mariano IV di Arborea gran parte della Sardegna fu riunita sotto l'Arborea: mancavano solo il castel di Calari e Alghero, ancora in mano del regno di Sardegna

##### Guerra al regno di Sardegna
Dopo un decennio di relativa tranquillità, Mariano capì che disponeva di forze e risorse in grado di rendere concreti i sogni di conquista. Si mostrò insofferente verso la Corona d'Aragona già dopo la battaglia di Aidu de Turdu nel 1347 quando i Doria batterono i regnicoli. L'insofferenza crebbe quando Bernardo de Cabrera occupò Alghero il 30 agosto 1353. La guerra con la Corona d'Aragona, deliberata in Corona de Logu, scoppiò lo stesso anno. Ruppe il suo rapporto di vassallaggio con gli aragonesi, tolse i pali catalani dalle sue insegne, assunse come stemma del suo Stato l'albero eradicato in campo argento, e invase il cagliaritano sottomettendo i sardi regnicoli, minacciando di tagliar mani e piedi ai riluttanti e di confiscare i loro beni. A Decimo il 10 settembre catturò Gherardo della Gherardesca, comandante delle truppe del re di Sardegna, poi assediò Castel di Castro, ma il 7 ottobre si ritirò a Sanluri dopo che fu fermato a Quartu da Bernardo de Cabrera.
Il 15 giugno 1354 sbarcò in Sardegna, ad Alghero, lo stesso Pietro il Cerimonioso per stroncare la rivolta sarda, ma la missione fu un fallimento. Il re ottenne con la diplomazia Alghero il 16 novembre 1354, ma alle dure condizioni di Mariano IV. L'Arborea, alla fine del 1354, riuscì a controllare l'intera isola, a parte Cagliari, Alghero e Sassari, quest'ultima governata da Brancaleone Doria. La pace di Sanluri dell'11 luglio 1355 riportò lo status quo, ma fruttò un altro periodo decennale di pace, che rafforzò gli Arborea. Mariano riprese la guerra nel 1365 attaccando il castello di Sanluri. Il sovrano oristanese aveva chiesto al papa Urbano V di essere infeudato del regno di Sardegna e Corsica al posto di Pietro il Cerimonioso, che non pagava il censo dovuto al Papato..
Nel 1368 il re inviò in Sardegna un corpo di spedizione con a capo Pietro Martinez de Luna. Giunto rapidamente nei pressi di Oristano questi fu sconfitto nella cruenta battaglia di Sant'Anna dove morì combattendo sul campo. Tale sconfitta costò successivamente anche la perdita di Sassari e Osilo. Oramai solamente i rifornimenti via mare garantivano la sopravvivenza di castel di Castro e di Alghero, unici lembi di territorio isolano in mano aragonese. Le grandi manovre belliche si fermarono a causa della virulenta epidemia di peste che nel 1375 falcidiò gran parte della popolazione isolana, tra cui lo stesso Mariano IV che, nel 1375, morì all'età di 57 anni.

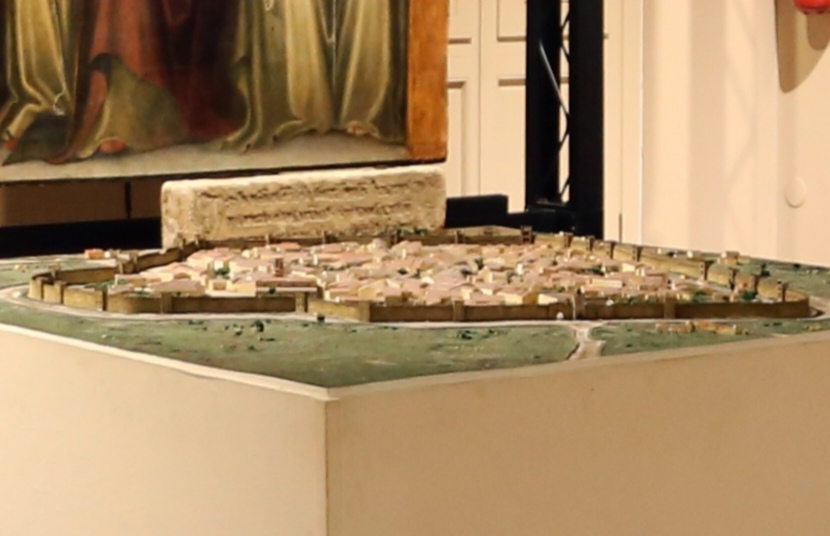
Plastico di Oristano nel XIV secolo, Antiquarium Arborense

#### Ugone III d'Arborea
A Mariano IV succedette il figlio Ugone III, ormai quarantenne e vedovo, con una giovane figlia da allevare. La promise in moglie al figlio di Luigi I d'Angiò, nell'ambito di un'alleanza anti aragonese di cui si ha testimonianza in un memoriale d'ambasciata redatto in latino dal notaio Raimondo Mauranni. Il figlio, Luigi II d'Angiò, diventerà feudatario e visconte de Baux.
Il sovrano oristanese fin dall'inizio si alienò importanti personaggi e ufficiali di corte, tra cui Giovanni de Ligia ed il figlio Valore. Fu accusato di crudeltà e tirannia e, da una cronaca francese, di rozzezza ed ignoranza. La sua figura è stata rivalutata dal fatto che si è saputo che sapeva leggere e scrivere, conosceva le comuni lingue straniere ed il complicato linguaggio diplomatico. Le sue imprese militari non furono tuttavia rilevanti e all'altezza di quelle paterne. Castel di Castro ed Alghero rimasero inespugnati mentre, sul piano diplomatico ottenne un gran risultato facendo sposare la sorella Eleonora con Brancaleone Doria, figlio legittimato del grande Branca Doria. Forse a causa del suo governo dispotico e rude il 3 marzo 1383 il popolo si sollevò, lo pugnalò insieme alla figlia e lo buttò con la lingua mozzata dentro un pozzo. Raimondo Carta Raspi ha mosso dubbi sulla natura totalmente autonoma della rivolta, ipotizzando ingerenze della Corona di Aragona che avrebbe mosso la mano degli assassini e di influenti personaggi di corte; a riprova di ciò è stato evidenziato il fatto che i principali autori dell'aggressione fuggirono in Aragona per evitare l'arresto.

#### Eleonora d'Arborea
Dopo il suo assassinio, diventò Judicissa de facto la sorella di Ugone III, Eleonora, per conto del figlio Federico Doria. Nato a Castelgenovese (oggi Castelsardo) nel 1377, fino ai 21 anni, ridotti poi a 14, non avrebbe potuto avere la pienezza dei poteri. Eleonora assunse la reggenza non senza problemi. Fu richiamata da Genova dove risiedeva dal 1382 e dove si era trasferita dopo aver vissuto 6 anni a Castelgenovese. Suo marito Brancaleone Doria era in Catalogna per ricevere il titolo onorifico di conte di Monteleone e barone della Marmilla inferiore, ma appena si diffuse la notizia dell'elezione del figlio Federico, fu arrestato da Pietro il Cerimonioso, inviato a Cagliari e rinchiuso nella torre di San Pancrazio, poi in quella dell'Elefante e fu liberato solamente il 1º gennaio 1390, dopo circa sette anni di prigionia. Federico morì nel 1387, lo stesso anno della morte del re di Sardegna.

Sempre reggente la madre Eleonora, succedette a Federico suo fratello, Mariano V, nato anch'egli a Castelgenovese nel 1378 - 1379. Il 24 gennaio 1388, dopo lunghe trattative fu firmata una pace tra il regno di Sardegna ed il regno d'Arborea. Gli accordi prevedevano la restituzione al primo di città, ville e luoghi occupati dai precedenti giudici d'Arborea.

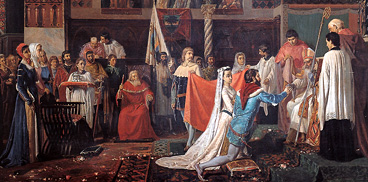
Nozze di Brancaleone Doria con Eleonora (opera di fantasia di Antonio Benini, 1875)

#### Brancaleone Doria
Brancaleone era nipote di Branca Doria e di una Giacomina di cui non si conosce il casato. Il 16 marzo 1357 s'era fatto vassallo ed alleato del re d'Aragona per legittimare il possesso dei beni paterni. Aveva avuto i figli illegittimi Giannettino e Nicolò da una donna anonima. Il matrimonio con Eleonora nel 1376 fu più di convenienza personale che politica, perché inizialmente fu fedele alla Corona aragonese. Cambiò però parere durante la prigionia. Il primo aprile del 1391 marciò contro Castel di Cagliari; il 16 agosto, col figlio Mariano al fianco, occupò Sassari ed Osilo. In settembre conquistò il castello della Fava, di Galtellì, di Bonvehì e di Pedreso, lasciando agli avversari solo Alghero e Longosardo. Il 3 ottobre entrò a Villa di Chiesa. In una lettera scritta a Sanluri il 3 febbraio 1392 Brancaleone annunciava di aver ripreso tutti i territori posseduti nel 1388.
Mariano V, compiendo 14 anni, secondo una nuova norma giudicale, diventò giudice di diritto ed Eleonora, alla fine della reggenza, promulgò la celebre Carta de Logu. Il codice, raccolta in 198 capitoli di ordinamenti di diritto processuale, civile e penale, rimase in vigore fino al 1827, quando fu sostituita dal Codice Feliciano.
La giudicessa morì intorno al 1404, forse colpita dalla peste che imperversava in tutta l'Europa.

#### Guglielmo II di Narbona-de Serra Bas
Mariano V morì nel 1407. Si presentò allora il problema della successione che, per regola consolidata, spettava agli eredi di Beatrice d'Arborea, sorella di Ugone III ed Eleonora, sposata nel 1363 con Amerigo VI di Narbona, madre di Guglielmo I e nonna defunta (1377) dell'attuale Guglielmo II. Giudice di fatto divenne Leonardo Cubello, bisnipote di Ugone II di Arborea.
Brancaleone Doria perciò si ritirò sdegnato a Monteleone (Roccadoria), in quanto ambiva di succedere al proprio figlio.
Il 6 ottobre 1408 sbarcò a Cagliari con un potente esercito l'infante Martino il Giovane, erede al trono di Sardegna e re di Sicilia.
L'8 dicembre giunse anche il visconte Guglielmo II, eletto dalla Corona de Logu giudice d'Arborea ad Oristano il 13 gennaio 1409 (de jure lo era dal 1407, quando morì Mariano V), con l'aggiunta dei tradizionali titoli di conte del Goceano e visconte di Bas. Sarà l'ultimo giudice d'Arborea.
Il regno di Guglielmo (1407/09-1420) fu assai agitato per la continua opposizione aragonese e di altri eredi collaterali, al punto che preferì stabilirsi a Sassari. Spesso rientrava nella sua viscontea francese e, nel 1420, infine, vendette i suoi diritti sul giudicato sardo al sovrano di Sardegna. Morirà qualche anno dopo in battaglia.
Nel 1410 Guglielmo fece coniare nella zecca di Sassari i "minuti e le patacchine" (con la croce patente e l'albero sradicato), uniche monete effettivamente battute che ricordino il giudicato d'Arborea.

### La battaglia di Sanluri

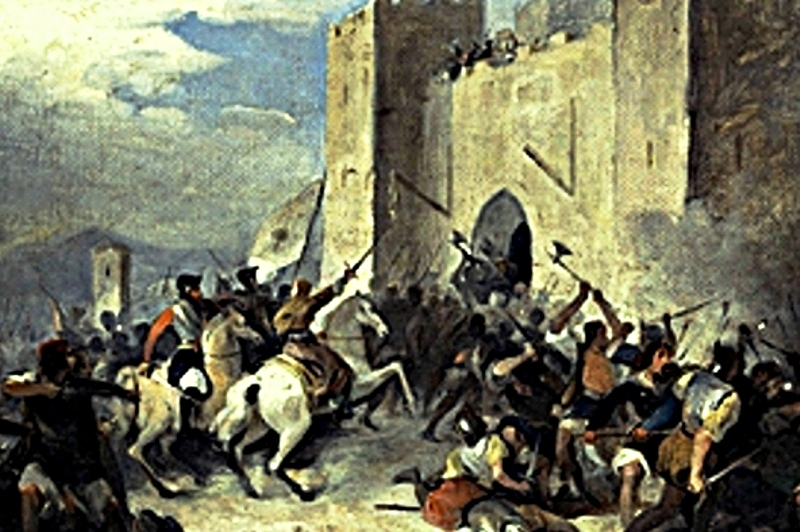
La battaglia di Sanluri di Giovanni Marghinotti

Approfittando della crisi dinastica, l'erede della corona d'Aragona, Martino I di Sicilia il Giovane, il 6 ottobre 1408 sbarcò in Sardegna con un potente esercito comandato da Pietro Torrelles. Falliti i tentativi diplomatici per trovare un accordo, la guerra riprese il suo corso. Lo scontro tra i due schieramenti avvenne nelle campagne di Sanluri in località attualmente denominata su bruncu de sa battalla. Le truppe del regno di Sardegna spezzarono in due tronconi l'esercito giudicale. La parte sinistra fu sopraffatta nella località detta s'occidroxiu (il macello); la destra si spezzò in due resti: il primo scappò a Sanluri, ma fu raggiunto e fatto a pezzi, il secondo si rifugiò a Monreale e resistette. Il 4 luglio si arrese Villa di Chiesa nelle mani di Giovanni de Sena. Fu un vero disastro per gli Arborea, anche se Martino il Giovane di lì a poco morì a Cagliari il 25 luglio 1409 di malaria, contratta probabilmente dopo la battaglia. Guglielmo II di Narbona (Guglielmo III come giudice d'Arborea) tornò in Francia per cercare aiuto e lasciò, come giudice di fatto, suo cugino, Leonardo Cubello.

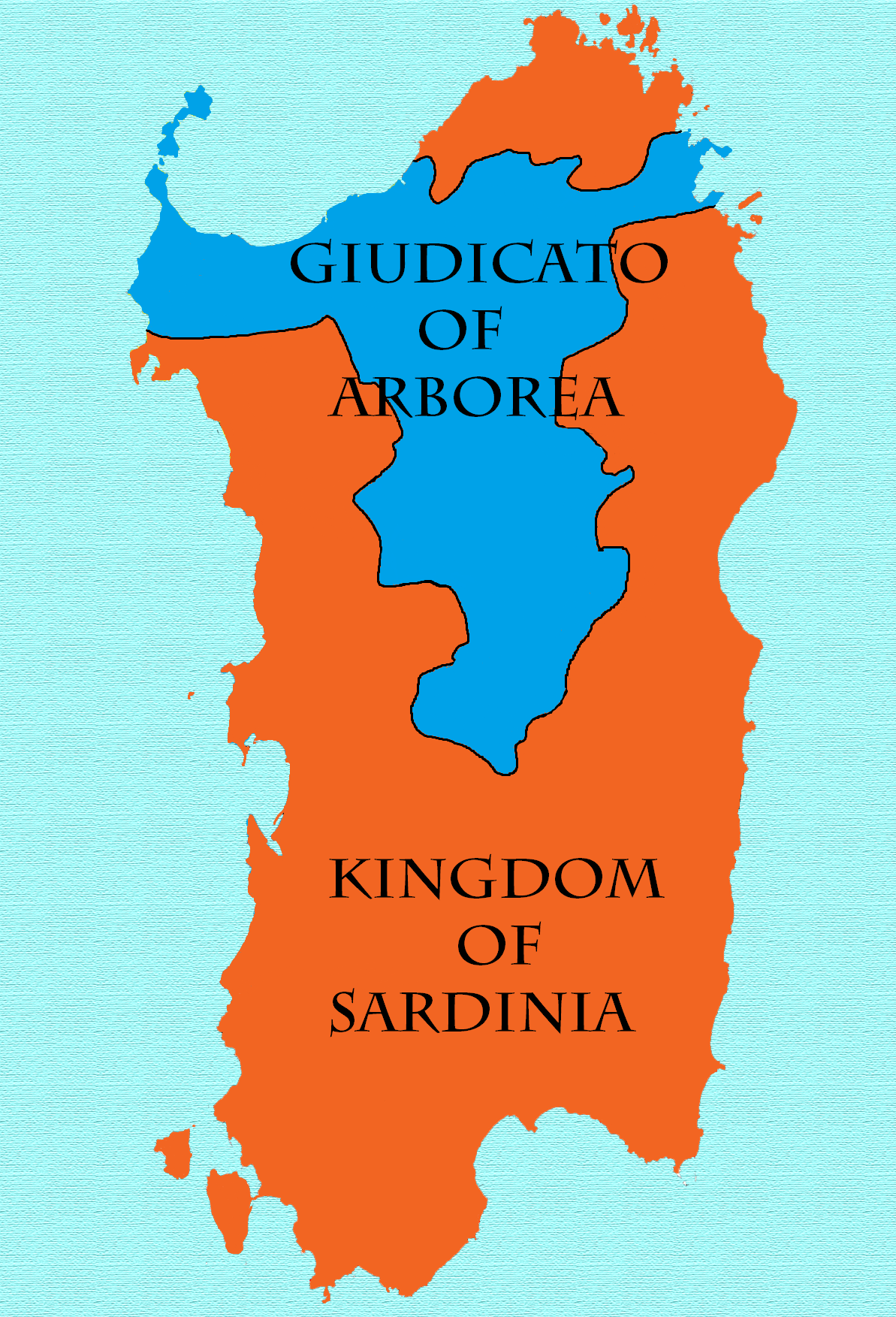
Territori del regno di Sardegna (arancio) e del giudicato di Arborea (azzurro) tra il 1410 e il 1420

La sconfitta di Sanluri non piegò completamente gli arborensi. I combattimenti ripresero violentemente ed il 17 agosto l'esercito giudicale respinse un violento attacco contro Oristano per opera dei Moncada. Il giorno successivo Pietro Torrelles guidò i soldati del regno di Sardegna nella battaglia che si svolse nella piana tra Sant'Anna, Fenosu e Santa Giusta, ricordata come la Seconda Battaglia (Segunda battalla), lasciando sul campo - secondo fonti spagnole - più di 6.500 dei propri uomini. La guerra non era ancora conclusa, l'esercito del regno di Sardegna chiese ed ottenne rinforzi. Gli arborensi si difesero strenuamente e passeranno sette mesi prima che Pietro Torrelles espugni i castelli di Monreale, di Marmilla e di Gioiosa Guardia. Ma poi nel gennaio del 1410 Pietro Torrelles prese Bosa e mise sotto assedio Oristano dove infine Leonardo Cubello firmò, a San Martino fuori le mura, la resa della città e di tutta l'Arborea storica che fu incamerata nel Regnum Sardiniae et Corsicae. Oristano e i Campidani di Cabras, Milis e Simaxis gli furono dati in feudo col titolo di Marchese d'Oristano. Restarono giudicali i territori arborensi delle Barbagie di Belvì, d'Ollolai e del Mandrolisai e alcune curatorie degli ex giudicati di Torres e Gallura. Il 31 maggio del 1410 moriva Martino il Vecchio senza risolvere il problema della successione..

### Estinzione del giudicato di Arborea
Nella primavera dello stesso anno Guglielmo II di Narbona (Guglielmo III d'Arborea) fece ritorno dalla Francia, organizzò i territori superstiti e spostò la "capitale" del regno a Sassari. Con l'aiuto di Nicolò Doria riprese il castello di Longosardo e minacciò Oristano ed Alghero dove Pietro Torrelles, il capitano generale e luogotenente del re morì in quell'anno di malaria. La guerra continuava e tra il 5 ed il 6 maggio 1412 riuscì ad entrare ad Alghero insieme a miliziani sassaresi e francesi, ma fu poi respinto e costretto a desistere dall'accanita resistenza degli algheresi. Convinto di non poter raddrizzare la situazione, trattò prima con Ferdinando I d'Aragona dei Trastámara, poi col figlio Alfonso il Magnanimo.
L'accordo fu raggiunto il 17 agosto 1420 e il regno fu venduto per 100 000 fiorini d'oro. Dopo il 1410 la Marmilla regnicola fu tenuta direttamente da Cagliari per le provviste granarie della città, poi fu promessa, nel 1415, da Ferdinando I de Antequera al Cubello per non essersi schierato coi ribelli sardi e a lui fu ceduta nel marzo del 1416, assieme a Valenza, per la somma di 25.000 fiorini d'oro d'Aragona versati al fisco regio. Restarono fuori dall'accordo Gesturi, Tuili e Villamar e alcuni castelli infeudati a Gerardo de Doni durante la battaglia di Sanluri.
In quel momento, la Sardegna divenne per la prima volta unita, anche se nell'ambito della Corona d'Aragona. Il regno di Sardegna avrà diverse dinastie: i conti di Barcellona, i Trastamara, gli Asburgo, Filippo V di Borbone e i Savoia, coi quali il regno si trasformerà nel regno d'Italia quattro secoli dopo, assumendo un referente geografico italiano.

## Il marchesato di Oristano (1410-1478)
Leonardo Cubello (discendente da Ugone II) il 29 marzo 1410 sottoscrisse la pace per cui avrebbe consegnato al regno di Sardegna i possedimenti storici arborensi ad eccezione di un piccolo territorio intorno all'ex capitale di Mariano: il re lo investì appunto del marchesato di Oristano e della contea del Goceano.
Leonardo prese dunque possesso dell'avita residenza giudicale, detta ora palazzo del marchese.
Costanza Cubello, figlia di un nobile aragonese Cubèl di Valenza e di un'aristocratica sarda Deyana, aveva sposato verso la metà del Trecento il donnikello Salvatore d'Arborea, figlio cadetto del giudice Ugone II, dal quale ebbe tre figli, che assunsero il patronimico dei Cubello: fra loro, Leonardo, primo marchese di Oristano, e Nicolina. I Cubello si estinsero nel 1470 col marchese Salvatore: per via femminile continuarono la stirpe d'Arborea, molte famiglie, fra cui i sei figli del nipote Leonardo Alagón e della zia Nicolina. I discendenti dei giudici di Arborea, in linea femminile, furono numerosi e secoli dopo diedero vita a un'interessante disputa giudiziaria per cui il re di Spagna ne riconobbe (sotto il profilo patrimoniale) i diritti dinastici. I Cubello misero da parte il loro stemma originario (una corona) per adottare il più prestigioso scudo degli Arborea (l'albero diradicato); fece altrettanto Leonardo II con le sei palle degli Alagón.
Leonardo Alagon nacque nel 1436 da Artaldo e da Benedetta Cubello, sorella del marchese Salvatore. Alla morte di questi senza eredi diretti, nel 1470, gli succedette nel marchesato di Oristano, del quale fu l'ultimo feudatario. Vinse nella battaglia di Uras il viceré aragonese Nicolò Carroz, ma il re Ferdinando I pronunciò una sentenza di morte per tutti gli Alagón.
Nel 1478 Leonardo fu sconfitto nella battaglia di Macomer, costretto a fuggire, catturato e imprigionato nel castello di Xàtiva, dove morirà nel 1494. Il marchesato di Oristano e la contea del Goceano passarono al regno d'Aragona.